# Коммуна (Максатихинский район)
 Коммуна  — деревня в Максатихинском районе Тверской области. Входит в состав Рыбинского сельского поселения.

## География
Находится в северо-восточной части Тверской области на расстоянии приблизительно 32 км по прямой на север от районного центра поселка Максатиха.

## История
Деревня была отмечена уже только на карте 1982 года. До 2014 года входила в Селецкое сельское поселение.

## Население
Численность населения не была учтена как в 2002 году, так и в 2010.